# Force of Habit
Albums de Exodus
Lessons in Violence
(1992) Another Lesson in Violence
(1997)
Force of Habit est le cinquième album studio du groupe de thrash metal américain Exodus, sorti le 17 août 1992 sous le label Capitol Records.
Cet album marque un certain tournant dans le style musical du groupe. En effet, les titres qui le composent sont plus lents, techniques et expérimentaux.
Après cet album, le groupe fera une longue pause au niveau des sorties d'albums. Effectivement, la prochaine production du groupe, Another Lesson in Violence, sortira en 1997 et l'album studio suivant, Tempo of the Damned, sortira en 2004, c'est-à-dire douze années après celui-ci.
Il s'agit du dernier album du groupe enregistré avec le batteur John Tempesta et de l'unique album enregistré avec le bassiste Mike Butler.

## Musiciens
- Steve Souza - Chant
- Gary Holt - Guitare
- Rick Hunolt - Guitare
- Michael Butler - Basse
- John Tempesta - Batterie

## Liste des titres
1. Thorn in My Side - 4:06
2. Me, Myself & I – 5:03
3. Force of Habit – 4:19
4. Bitch – 2:48 (reprise du groupe Rolling Stones)
5. Fuel for the Fire – 6:04
6. One Foot in the Grave – 5:19
7. Count Your Blessings – 7:31
8. Climb Before the Fall – 5:38
9. Architect of Pain – 11:02
10. When It Rains It Pours – 4:20
11. Good Day to Die – 4:48
12. Pump It Up – 3:10 (reprise de Elvis Costello)
13. Feeding Time at the Zoo – 4:33